# Breuilh
Breuilh is een plaats en voormalige gemeente in het Franse departement Dordogne in de regio Nouvelle-Aquitaine en telt 199 inwoners (1999). De plaats maakt deel uit van het Arrondissement Périgueux.

## Geschiedenis
Bij de kantonale herindeling van 22 maart 2015 werd Breuilh ingedeeld bij het op die dag gevormde kanton Périgord central. Het kanton Vergt, waartoe de gemeente daarvoor behoorde, werd op die dag opgeheven. Op 1 januari 2017 fuseerde de gemeente met Marsaneix en Notre-Dame-de-Sanilhac tot de commune nouvelle Sanilhac.

## Geografie
De oppervlakte van Breuilh bedraagt 10,1 km², de bevolkingsdichtheid is 19,7 inwoners per km².
De onderstaande kaart toont de ligging van Breuilh met de belangrijkste infrastructuur en aangrenzende gemeenten.

## Demografie
Onderstaande figuur toont het verloop van het inwonertal.